# Munzee
Munzee is een gratis speurtochtspel. Het is vergelijkbaar met geocaching maar maakt gebruik van QR-codes en de geografische coördinaten van de speler om de vondst te verifiëren in plaats van een logboek.
De locaties zijn gemarkeerd door andere spelers door het verbergen van QR-codes die vaak gedrukt zijn op weerbestendige stickers en worden Munzee's genoemd. De locaties kunnen ook worden gemarkeerd door een virtueel aanwezige Munzee. Zowel de plaatsende als de zoekende spelers ontvangen punten voor het plaatsen en het vinden van Munzee's. De QR-codes op de Munzee's worden gelezen door middel van een mobiele app voor iOS en Android. Virtuele Munzee's kunnen worden bemachtigd door óp locatie simpelweg de munzee in de app aan te klikken.
De coördinaten van de Munzee's en de data van de spelers worden beheerd via het centrale webplatform.

## Geschiedenis
Een veel voorkomende misvatting over Munzee is dat het is geïnspireerd op geocaching, een spel waarbij de deelnemers zoeken naar een verborgen cache met behulp van GPS-technologie. Munzee mede-oprichter Aaron Benzick (nog nooit geocacher geweest) kwam echter in 2008 met het idee voor een spel met behulp van QR-codes, maar smartphone-technologie en de mogelijkheden waren niet beschikbaar op dat moment. Aaron Benzick en co-oprichters, Scott Foster, Chris Pick en Josh Terkelsen lanceerden het spel op 1 juli 2011. De term Munzee is afgeleid van het Duitse woord voor munt, Münze. Om de naam aantrekkelijker te maken, werd een "e" toegevoegd. Het oorspronkelijke idee was om pokerchips of afgeronde munten te gebruiken met QR-codes.
Het spel werd in 2011 gelanceerd in Texas, maar werd als eerste op grote schaal gespeeld in Duitsland, Californië en Michigan. Het wordt anno 2018 gespeeld in meer dan 230 landen en er is ten minste één Munzee ingezet op elk continent, inclusief Antarctica. Per 1 december 2021 zijn er meer dan 11.000.000 Munzee's geplaatst en meer dan 525.000.000 Munzee's gevonden. De grootste concentraties zijn in de Verenigde Staten (~35%), Duitsland (~30%), het Verenigd Koninkrijk (~7%), Canada (~7%) en Australië (~4%).

## GPS-positionering
De coördinaten van alle wereldwijd geplaatste Munzee's worden beheerd op het spelplatform munzee.com. Op dit platform kan een wereldkaart worden geopend, die de Munzee's op de juiste plaats weergeeft. Deze kaart kan ook worden geopend met de smartphone apps, waar de nabijgelegen Munzee's en hun GPS-positie worden weergegeven. Met deze kaart kan de exacte locatie van een Munzee gemakkelijk worden gevonden. Bovendien kan de dichtstbijzijnde Munzee worden weergegeven in een lijst.

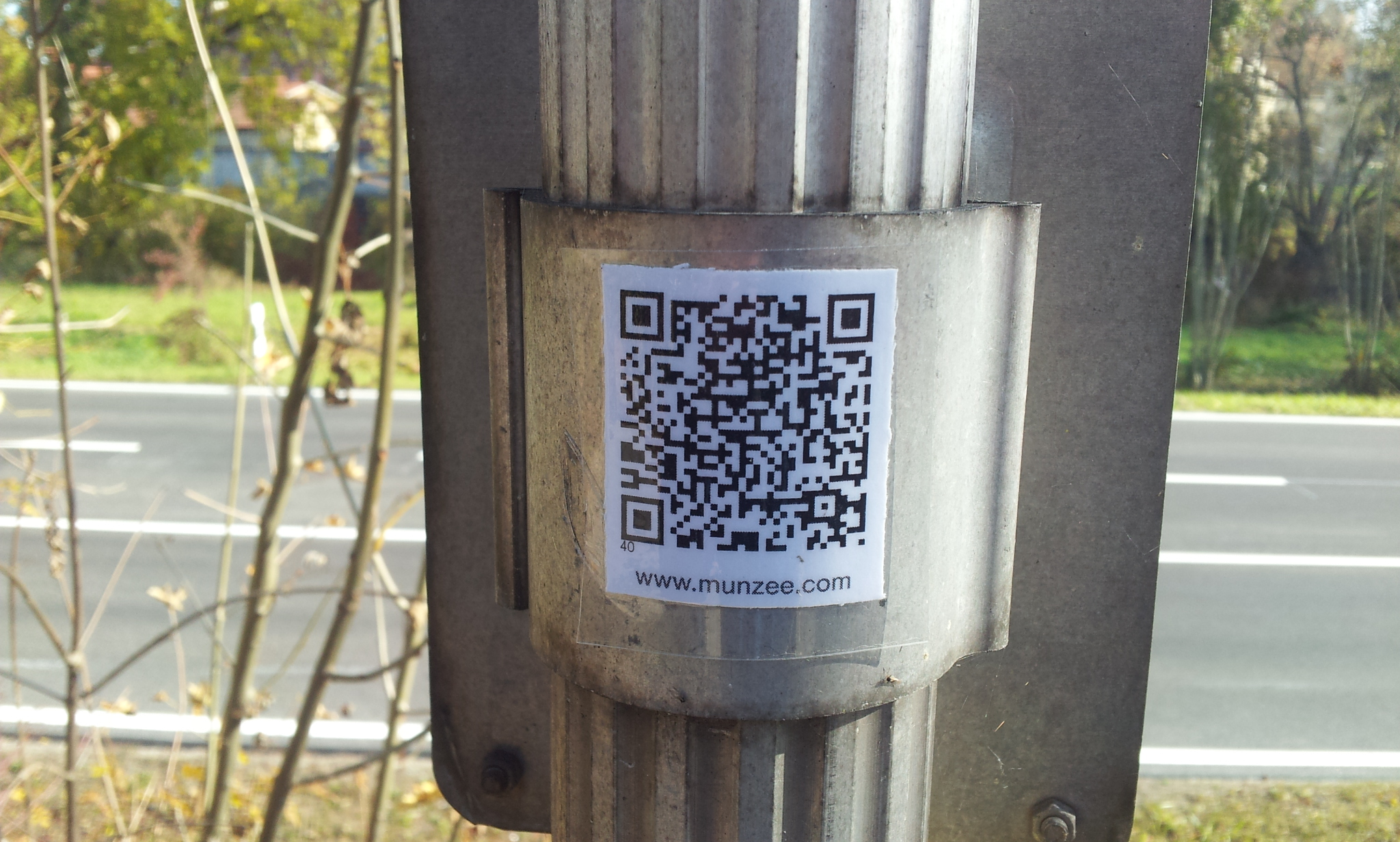
Munzee op de rug van een verkeersbord